# マイケル・シーン
マイケル・シーン（Michael Sheen, 1969年2月5日 - ）は、イギリスの俳優。

## 来歴

### 生い立ち
ニューポート出身。両親は共に人事労務管理。ジョアンという妹がいる。5歳の時にリバプールに引っ越し、その3年後にはウェールズのポルト・タルボットに落ち着く。少年時代はサッカーに熱中し、12歳の時にアーセナルのユース・チームにスカウトされるが、家族でロンドンに引っ越すことになるため、両親はためらい結局それを受けることはなかった。結局シーンは10代のはじめにサッカーへの興味を失う。両親ともに地元のアマチュア劇団やオペラに関わっていた。16歳の時にウェールズのナショナル・ユース・シアターに参加。その後、王立演劇学校で演技を学んだ。

### キャリア
1993年にルース・レンデル（バーバラ・ヴァイン名義）原作の『哀しきギャロウグラス』でテレビに初出演。以後、映画やテレビなどに出演しているが、1999年に舞台『アマデウス』でモーツァルトを演じてローレンス・オリヴィエ賞にノミネートされ、高い評価を得るなど、舞台俳優としても有名。
2003年放送のテレビシリーズ『The Deal』と2006年公開の『クィーン』で、当時のイギリス首相、トニー・ブレアを演じ、後者の作品でロサンゼルス映画批評家協会賞 助演男優賞を受賞、英国アカデミー賞 助演男優賞にノミネートされた。ブレアの首相辞任後の2010年にも、テレビドラマとしてアメリカとイギリスで放映された『The Special Relationship』でブレアを演じている。
舞台俳優としては、2006年から英米で上演された『フロスト/ニクソン』でデヴィッド・フロストを演じ、オリヴィエ賞にノミネートされるなど非常に高く評価され、同戯曲が映画化（2008年公開）された際にも同役に起用された。
両親がブリティッシュ・スティールの従業員であったように、ウェールズの鉄鋼産業を背景に生まれ育ったシーンは、俳優として成功し、拠点をアメリカに移してからも、出身地ウェールズのためのチャリティ活動や映画産業振興活動に積極的に取り組んできた。子ども時代を過ごした町、ポート・タルボットの製鉄所が経営難のため閉鎖される可能性が浮上したときには、BBCのドキュメンタリーの案内役を務めている。日ごろから政治的発言も行なっていたシーンは、2016年12月、ウェールズに戻って、極右ポピュリズムに対抗するための活動と俳優業を両立させていくと発言した。。

### 私生活
イギリスの女優ケイト・ベッキンセイルと交際し、1999年1月31日に娘リリー・モー・シーンが誕生したが、『アンダーワールド』撮影後に破局（その後ベッキンセイルは同作品の監督レン・ワイズマンと結婚）。それに伴い、娘がロサンゼルスに移ったため、シーン自身もロサンゼルスに移っている。『ミッドナイト・イン・パリ』で共演したレイチェル・マクアダムスと交際していたが2013年に破局。2014年からアメリカ人コメディアンで女優のサラ・シルバーマンと交際するも2018年に破局。
2019年7月、交際中のスウェーデン人女優Anna Lundbergの妊娠を発表、9月に女児（Lyra）が生まれた。2022年3月、Lundbergが再度妊娠中だと発表した。

## 主な出演作品

### 映画
| 公開年 | 邦題 原題                                                                                 | 役名                             | 備考           | 吹き替え                                      |
| ------ | ----------------------------------------------------------------------------------------- | -------------------------------- | -------------- | --------------------------------------------- |
| 1995   | オセロ Othello                                                                            | ロドヴィコ                       |                | 江原正士                                      |
| 1996   | ジキル&ハイド Mary Reilly                                                                 | ブラッドショー                   |                | 高木渉                                        |
| 1997   | オスカー・ワイルド Wilde                                                                  | ロビー・ロス                     |                | 村治学                                        |
| 2002   | サハラに舞う羽根 The Four Feathers                                                        | ウィリアム・トレンチ             |                | 桐本拓哉（ソフト版） 落合弘治（テレビ東京版） |
| 2003   | アンダーワールド Underworld                                                               | ルシアン                         |                | 大塚芳忠                                      |
| 2003   | ブライト・ヤング・シングス Bright Young Things                                            | マイルズ・メイトランド           | 日本劇場未公開 |                                               |
| 2003   | タイムライン Timeline                                                                     | オリヴァー卿                     |                | 井上和彦                                      |
| 2004   | 恋の法律 Laws of Attraction                                                               | ソーン・ジェイミソン             |                |                                               |
| 2005   | キングダム・オブ・ヘブン Kingdom of Heaven                                                | 司祭                             |                |                                               |
| 2006   | アンダーワールド: エボリューション Underworld: Evolution                                  | ルシアン                         |                | 台詞なし                                      |
| 2006   | クィーン The Queen                                                                        | トニー・ブレア                   |                | 咲野俊介                                      |
| 2006   | ブラッド・ダイヤモンド Blood Diamond                                                      | シモンズ                         |                | 家中宏                                        |
| 2008   | フロスト×ニクソン Frost/Nixon                                                             | デヴィッド・フロスト             |                | 内田直哉                                      |
| 2009   | アンダーワールド ビギンズ Underworld: Rise of the Lycans                                  | ルシアン                         |                | 大塚芳忠                                      |
| 2009   | くたばれ!ユナイテッド -サッカー万歳!- The Damned United                                   | ブライアン・クラフ               |                |                                               |
| 2009   | ニュームーン/トワイライト・サーガ New Moon                                                | アロ                             |                | 家中宏（ソフト版、日本テレビ版）              |
| 2010   | アリス・イン・ワンダーランド Alice in Wonderland                                          | 白ウサギ                         | 声の出演       | 塩屋浩三（ソフト版） 佐々木睦（フジテレビ版） |
| 2010   | トロン: レガシー Tron: Legacy                                                             | キャスター                       |                | 桐本拓哉                                      |
| 2010   | 4デイズ Unthinkable                                                                       | スティーブン・アーサー・ヤンガー |                | 家中宏                                        |
| 2011   | ミッドナイト・イン・パリ Midnight in Paris                                                | ポール                           |                | 山本兼平                                      |
| 2011   | トワイライト・サーガ/ブレイキング・ドーン Part1 The Twilight Saga: Breaking Dawn - Part 1 | アロ                             |                | 家中宏                                        |
| 2012   | ヘンリー・アンド・ザ・ファミリー Jesus Henry Christ                                       | スラヴキン・オハラ博士           |                | 牛山茂                                        |
| 2012   | トワイライト・サーガ/ブレイキング・ドーン Part2 The Twilight Saga: Breaking Dawn - Part 2 | アロ                             |                | 家中宏                                        |
| 2013   | アドミッション -親たちの入学試験- Admission                                               | マーク                           |                | 大塚芳忠                                      |
| 2013   | マライアと失われた秘宝の謎 The Adventurer: The Curse of the Midas Box                     | ウィル                           |                | 中根徹                                        |
| 2014   | Kill the Messenger                                                                        | フレッド・ウェイル               | 日本劇場未公開 | N/A                                           |
| 2016   | アリス・イン・ワンダーランド/時間の旅 Alice Through the Looking Glass                     | 白ウサギ                         | 声の出演       | 塩屋浩三                                      |
| 2016   | ノクターナル・アニマルズ Nocturnal Animals                                                | カルロス                         |                |                                               |
| 2016   | 嘘はフィクサーのはじまり Norman: The Moderate Rise and Tragic Fall of a New York Fixer    | フィリップ・コーエン             |                | 岡井カツノリ                                  |
| 2016   | パッセンジャー Passengers                                                                 | アーサー                         |                | 村治学                                        |
| 2017   | ホーム・アゲイン Home Again                                                               | オースティン                     |                |                                               |
| 2017   | 47歳 人生のステータス Brad's Status                                                       | クレイグ・フィッシャー           |                |                                               |
| 2018   | アポストル 復讐の掟 Apostle                                                               | マルコム・ハウ                   |                | 家中宏                                        |
| 2018   | スローターハウス・ルールズ Slaughterhouse Rulez                                           | バット                           | 日本劇場未公開 | 志村知幸                                      |
| 2019   | ビルド・ア・ガール How to Build a Girl                                                    | ジークムント・フロイト           |                | （吹き替え版なし）                            |
| 2020   | ドクター・ドリトル Dolittle                                                               | ブレア・マッドフライ             |                | 大塚芳忠                                      |

### テレビ
| 放映年    | 邦題 原題                                                          | 役名                       | 備考                  | 吹き替え |
| --------- | ------------------------------------------------------------------ | -------------------------- | --------------------- | -------- |
| 2006      | ザ・ローマ 帝国の興亡 Ancient Rome: The Rise and Fall of an Empire | ネロ                       |                       |          |
| 2013      | マスターズ・オブ・セックス MastersOfSex                            | ウィリアム・マスターズ博士 | メイン                |          |
| 2019      | グッド・ファイト The Good Fight                                    | ローランド・ブラム         | 第3シーズン 計7話出演 | 宮内敦士 |
| 2019-     | グッド・オーメンズ Good Omens                                      | アジラフェル               | メイン                | 山本兼平 |
| 2020      | プロディガル・サン 殺人鬼の系譜 prodigal son                       | マーティン・ウィットリー   | メイン                | 高木渉   |
| 2020-2022 | ステージド Staged                                                  | 本人                       | メイン                | 飛田展男 |
| 2020      | クイズ〜100万ポンドを夢見た男〜 Quiz                               | チャールズ・イングラム     | 主演、計3話出演       | 関智一   |

### 舞台
| 上演年    | 邦題 原題                               | 役名                         | 演出                           | 上演劇場 | 備考                                   |
| --------- | --------------------------------------- | ---------------------------- | ------------------------------ | --- | -------------------------------------- |
| 1991      | When She Danced                         | アレクサンドル・エリオポロス | ロバート・アラン・アッカーマン | グローブ座、ロンドン |                                        |
| 1992      | ロミオとジュリエット Romeo and Juliet   | ロミオ                       | Greg Hersov                    | ロイヤル・エクスチェンジ、マンチェスター                                                                                   |                                        |
| 1992      | 橋からの眺め A View From The Bridge     |                              | Greg Hersov                    | ロイヤル・エクスチェンジ、マンチェスター                                                                                   |                                        |
| 1993      | The Blind Men                           |                              | Declan Donnellan               | ドンマー・ウエアハウス、ロンドン                                                                                           |                                        |
| 1993      | Don't Fool With Love                    |                              | Declan Donnellan               | ドンマー・ウエアハウス、ロンドン                                                                                           |                                        |
| 1993      | Moonlight                               | フレッド                     | デヴィッド・ルヴォー           | アルメイダ・シアター、ロンドン                                                                                             |                                        |
| 1994      | ペール・ギュント Peer Gynt              | ペール・ギュント             | 蜷川幸雄                       | バービカン・センター、ロンドン                                                                                             |                                        |
| 1994      | のんきな叔母さん Charley's Aunt         |                              | エミール・ウォルク             | ロイヤル・エクスチェンジ、マンチェスター                                                                                   |                                        |
| 1995      | 怒りを込めて振り返れ Look Back In Anger | ジミー・ポーター             | Greg Hersov                    | ロイヤル・エクスチェンジ、マンチェスター                                                                                   |                                        |
| 1995      | かもめ The Seagull                      | コンスタンティン             | ロベルト・ストゥルア           | シアター・ロイヤル、バース                                                                                                 |                                        |
| 1995      | The Dresser                             | ノーマン                     | シーン本人による演出           | ドラム・シアター、プリマス                                                                                                 |                                        |
| 1996      | The Ends of the Earth                   | ダニエル                     | アンドレイ・サーバン           | ロイヤル・ナショナル・シアター、ロンドン                                                                                   |                                        |
| 1997      | The Homecoming                          | レニー                       | ロジャー・ミッシェル           | ロイヤル・ナショナル・シアター、ロンドン                                                                                   |                                        |
| 1997      | Badfinger                               |                              | シーン本人による演出           | ドンマー・ウエアハウス、ロンドン                                                                                           |                                        |
| 1997      | ヘンリー五世 Henry V                    | ヘンリー五世                 | ロン・ダニエルズ               | ロイヤル・シェイクスピア・シアター、ストラトフォード・アポン・エイヴォン                                                   |                                        |
| 1998–1999 | アマデウス Amadeus                      | モーツァルト                 | ピーター・ホール               | オールド・ヴィック・シアター、ロンドン アーマンソン・シアター、ロサンゼルス ミュージックボックス・シアター、ブロードウェイ |                                        |
| 1999      | 怒りを込めて振り返れ Look Back In Anger | ジミー・ポーター             | Greg Hersov                    | ロイヤル・ナショナル・シアター、ロンドン                                                                                   |                                        |
| 2003      | カリギュラ Caligula                     | カリギュラ                   | マイケル・グランデージ         | ドンマー・ウエアハウス、ロンドン                                                                                           | イヴニング・スタンダード賞 男優賞 受賞 |
| 2005      | The UN Inspector                        | マーティン・ギャモン         | デヴィッド・ファー             | ロイヤル・ナショナル・シアター、ロンドン                                                                                   |                                        |
| 2006–2007 | フロスト×ニクソン Frost/Nixon           | デヴィッド・フロスト         | マイケル・グランデージ         | ドンマー・ウエアハウス、ロンドン ギルグード・シアター、ロンドン バーナード・B・ジェイコブ・シアター、ブロードウェイ        |                                        |
| 2011      | The Passion                             | 教師                         | シーン本人による演出           | ナショナル・シアター・ウェールズ                                                                                           |                                        |
| 2011–2012 | ハムレット Hamlet                       | ハムレット                   | イアン・リクソン               | ヤング・ヴィック、ロンドン                                                                                                 |                                        |
| 2024      | ナイ Nye                                | アナイリン”ナイ”べヴァン     | ティム・プライス               | ロイヤル・ナショナル・シアター                                                                                             |                                        |

## 参照
1. ↑  “BBC Wales profile”.   BBC. 2010年10月24日閲覧。
2. ↑  Nigel Dempster (2001年7月18日). “He's all right, Jack”. The Daily Mail.  オリジナルの2012年11月6日時点におけるアーカイブ。 2011年9月18日閲覧。
3. 1 2  Gavin Allen (2009年2月21日). “Portrait of the artist as a young man”. The Western Mail 2011年9月20日閲覧。
4. ↑  Simon Hattenstone (2009年3月20日). “That's all I play – me”. The Guardian 2010年9月20日閲覧。
5. 1 2 3  Jon Wilde (2009年3月7日). “After 40, not wearing pants turns sinister”. The Daily Mail 2011年8月21日閲覧。
6. ↑  Darren Franich (2010年2月26日). “Michael Sheen on vampires, politicians, and soccer”. Entertainment Weekly 2011年9月18日閲覧。
7. 1 2 3  “Michael Sheen – This Is Who I Am”.   Empire Online. 2009年7月5日時点のオリジナルよりアーカイブ。2010年10月24日閲覧。
8. ↑  “Owain Arwel Hughes and Michael Sheen recognised in New Year's Honours List”.   WJEC. 2011年9月27日時点のオリジナルよりアーカイブ。2011年8月21日閲覧。
9. ↑  Andy Maguire (2016年6月8日). “Michael Sheen's return to Port Talbot to fight for steel town”. BBC News 2016年12月18日閲覧。
10. ↑  Heather Saul (2016年12月17日). “Michael Sheen will quit acting to become a full-time activist over fears of far-right populism”. The Independent 2016年12月18日閲覧。
11. ↑  “Kate Beckinsale Biography”.   People. 2011年8月22日閲覧。
12. ↑  Elaine Lipworth (2010年12月18日). “Michael Sheen: My family values”. The Guardian 2011年9月18日閲覧。
13. ↑  “Michael Sheen & Rachel McAdams Confirm They Are Dating”.   People. 2011年9月20日閲覧。
14. ↑  交際4年で破局…マイケル・シーン＆サラ・シルヴァーマン - ライブドアニュース
15. ↑  July 17, Jen Juneau. “Baby on the Way for Michael Sheen and Girlfriend Anna Lundberg: 'Expecting a Little Angel'” (英語). PEOPLE.com. 2022年3月3日閲覧。
16. ↑  Juneau, Jen. “Michael Sheen and Girlfriend Anna Lundberg Welcome Daughter Lyra: 'A Wonderful, Bleary-Eyed Week'” (英語). PEOPLE.com. 2022年3月3日閲覧。
17. ↑  March 02, Georgia Slater. “Michael Sheen and Girlfriend Anna Lundberg Expecting Second Baby Together” (英語). PEOPLE.com. 2022年3月3日閲覧。
18. ↑  クイズ～100万ポンドを夢見た男～ | ドラマ | WOWOWオンライン